# AIKA
《芙蘭戰記 Online》，是由韓國Joyimpact經由研究韓國、日本、台灣及中國大陸等東亞地區玩家喜好的遊戲要素而開發的大型三維免費大型多人線上角色扮演遊戲，具有華麗的戰鬥風格、龐大的任務系統。其主要特色是可容納1000vs1000人的國戰系統以及陪伴玩家左右的「守護精靈——芙蘭養成系統」。

## 故事背景

### AIKA的創造
「AIKA」指的是萬物之神

萬物創始之神AIKA在自己創造的寬廣大陸一阿卡蘭「ArCam」上創造了第一創造物-絕對之善"賽依尼"，和平統治了阿卡蘭大陸將近300年，這些擁有崇高智慧的賽依尼希望將自己封印起來休眠，因此興高彩烈的創造神AIKA答應讓她們到休眠的土地上休息並創造出第二種創造物－擁有善與惡兩種特性的＂人類＂代替統治大陸。

但是人類的生活方式並不如萬物物之神AIKA的期望,逐漸讓阿卡蘭大陸進入腐敗的統治。由於人類貧婪的慾望實在太強，他們並不珍惜神所給予的永生特權，並打破禁忌緞造武器，進行禁術魔法的研究，打算突破AIKA所給予的靈體生命界線。

### 帝蓮卡的創造
萬物之神AIKA感到很灰心，卻又不忍心親手抹去自己所創造的物種，因此決定創造出擁有
自己部份能力的第三創造物「帝蓮卡」，並將其送往阿卡蘭大陸，「帝蓮卡」是擁有某種程度的創造與毀滅能力的神級生物，
AIKA相信經由「帝蓮卡」的審判，將會讓人類了解並遵循真理和正義背後的意義。

### 帝蓮卡的背叛
但是由於「帝蓮卡」的力量實在太過強大，除了給予人類毀滅性的審判外，並且也剝奪了人類永生的特權，
不知情的人類認為「帝運卡」是為了統治他們而來的不速之客，因此進行了大規模的抵抗。
當擁有毀滅力量的「帝蓮卡」在遭遇到超乎預期的抵抗之後，開始擅自決定要消滅所有人類，而人類發現自己不在是永生的生命體之後，暴動和反抗更開始變本加厲，最後竟然也對著萬物之神AIKA抱持著仇視之心，AIKA當初的好意沒想到居然成為了阿卡蘭大陸走向毀滅之路的大災難。

### 人類的逃亡
想阻止這一切的AIKA，幾乎是用盡了力量也無辦法全面阻止「帝蓮卡」的叛亂，最後只好帶著人類先知吉沃班尼和追隨他的人們移居到“拉奇亞”（LAKIA）區域，人類所居住的所有城市都已被「帝蓮卡」摧毀了，只有拉奇亞大陸經由AlKA剩餘的力量浮昇到空中才免強逃過了「帝蓮卡」的魔掌。
AIKA並運用了殘存在拉奇亞的生命力量，倉促的創造了第四創造物，也同時耗盡自己最後的力量將「帝蓮卡」封印起來，由於力量已所剩無幾，雖然將「帝蓮卡」封印住，但封印狀態很不穩定，不過卻也讓人類們總算能暫時脫雕了「帝蓮卡」的屠殺，從此“天空世紀”S.C（skyCentury）的時代開始了。

### 帝蓮卡的甦醒
經過了300多年，在不穩定封印狀態下沉睡的「帝蓮卡」眼睛睜開了，但是由於封印的力量仍未完全解除，所以除了頭部之外的其他部位都還不能動彈，於是「帝蓮卡」創造出了自己的分身“帝蓮尼斯”,“帝蓮尼斯”一出現就馬上將地上的怪物賦予魔性成為自己的部下，當怪物軍團成型後立刻開始向拉奇亞進行第一次強襲戰爭，眼看人們的苦難又將再度展開…

而萬物之神AIKA也預料到會有這一天。所以已經事先做了準備，AIKA當時將潛藏在大地的力量集中起來所創造出的第四物種一芙蘭精靈，就是為了這個時刻而存在著。

從此，人類與其守護者＂芙藺精靈”，展開了和「帝蓮卡」對抗的新局面。

## 遊戲職業
(原職業>轉職後職業)

男性:
- 劍鬥士>烈焰劍士
- 狙擊手>破壞者
- 黑魔士>闇術師

女性:
- 聖殿騎士>天傳騎士
- 突擊者>毀滅者
- 聖徒者>聖使徒

## 遊戲特色功能/系統
- 1000vs1000人大型國戰系統
- 芙蘭養成系統
- 血盟系統
- 組隊搜尋系統
- 國家聖物系統
- 隊伍系統:

最多可連4隊
共24人每隊6人
- 6種職業
- 國家聖物系統
- 瑪莎(國家)系統
- 坐騎系統
- 裝備強化系統
- 交易系統
- 社群系統
- 任務系統
- 副本系統
- PVP戰場系統
- 裝備附魔系統
- 職業技能系統

## 遊戲場景
萊契亞(Lakia)
- 主要城鎮:
- 雷肯沙恩(Regenschein)
- 巴石嵐(Basilin)

雷歐普(Exodus)
- 主要城鎮:
- 埃非索斯(Efesso)

卡蓮娜(Karena)
- 主要城鎮:
- 安泰亞

(惠斯迪亞/黑司塔) (Hestia)
- 主要城鎮:
- 拉龍地

- 主要副本

| 副本名稱            | 最低入場等級 | 人數限制 | 隊伍數目 | 進度儲存日數 |
| ------------------- | ------------ | -------- | -------- | ------------ |
| 塔莉塔克(Tyriantor) | 65           | 4~12人   | 2隊      | 7天          |
| 阿葵朵斯(Aquados)   | 75           | 6~24人   | 4隊      | 7天          |

迪斯克羅(Dispheron)
- 主要城鎮:
- 克洛尼 (Colony)

- 主要副本

| 副本名稱                 | 最低入場等級 |
| ------------------------ | ------------ |
| 阿必斯界門(Abypass Gate) | 81           |

## 系統要求
| 建議配備 | 建議配備               |
| -------- | ---------------------- |
| CPU      | Intel Pentium 4 1.8GHz |
| 主記憶體 | 1G以上                 |
| 顯示卡   | 顯示記憶體256MB以上    |
| 作業系統 | Windows 2000,XP,Vista  |
| 可用空間 | 2GB以上                |

## 外部連結
- 韓國官方網站（页面存档备份，存于）
- （日語）日本官方網站（页面存档备份，存于）
- （繁體中文）台灣/香港官方網站
- （英文）美國新官方網站（页面存档备份，存于）
- （简体中文）中國官方網站
- （英文）東南亞官方網站（页面存档备份，存于）